# Cotyledon tomentosa
Cotyledon tomentosa ist eine Pflanzenart der Gattung Cotyledon in der Familie der Dickblattgewächse (Crassulaceae). Das Artepitheton tomentosa stammt aus dem Lateinischen, bedeutet ‚filzig‘ und verweist auf das allgemeine Erscheinungsbild der Art.

## Beschreibung
Cotyledon tomentosa bildet zwergige, reich verzweigte, kompakte und gerundete Zwergsträucher aus und erreicht eine Höhe von bis zu 11 Zentimetern. Die grünen Triebe sind mit langen Haaren besetzt. Die in Form, Behaarung und Art der Randzähne variablen, grünen und weichhaarigen Laubblätter sind verkehrt lanzettlich bis länglich, abgeflacht und werden 2,3 bis 6,5 × 1,5 bis 3,2 Zentimeter groß. Das obere Drittel des Blattes ist mit 3 bis 8 rötlichen Zähnchen besetzt.
Der bis 16 Zentimeter hohe Blütenstand besteht ist aus 1 bis 3 Dichasien. Der rötliche Blütenstandstiel hat an der Basis einen Durchmesser von 4 Millimeter. Der Blütenstiel wird 7 bis 8 Millimeter lang. Die grünen Kelchblätter sind 6 × 5 Millimeter und die orangerote Blütenkrone 12 bis 16 Millimeter groß. Die Blütenröhre wird 15 × 9 Millimeter groß. Die zurückgebogenen Kronzipfel sind 10 Millimeter lang. Die drei Staubblätter ragen bis 5 Millimeter heraus. Die gelben Staubbeutel sind abgeflacht und werden 1,5 Millimeter groß. Die quer länglichen Nektarschüppchen sind grün und werden 1 × 2 Millimeter groß.

## Verbreitung und Systematik
Cotyledon tomentosa ist in den südafrikanischen Provinzen Westkap und Ostkap in der Sukkulenten-Karoo in subtropischen Dickichten verbreitet.
Die Erstbeschreibung durch William Henry Harvey wurde 1862 veröffentlicht.
Es werden folgende Varietäten unterschieden:
- Cotyledon tomentosa subsp. ladismithensis (Poelln.) Toelken[3]
- Cotyledon tomentosa subsp. tomentosa

## Nachweise